# Chelsea boot

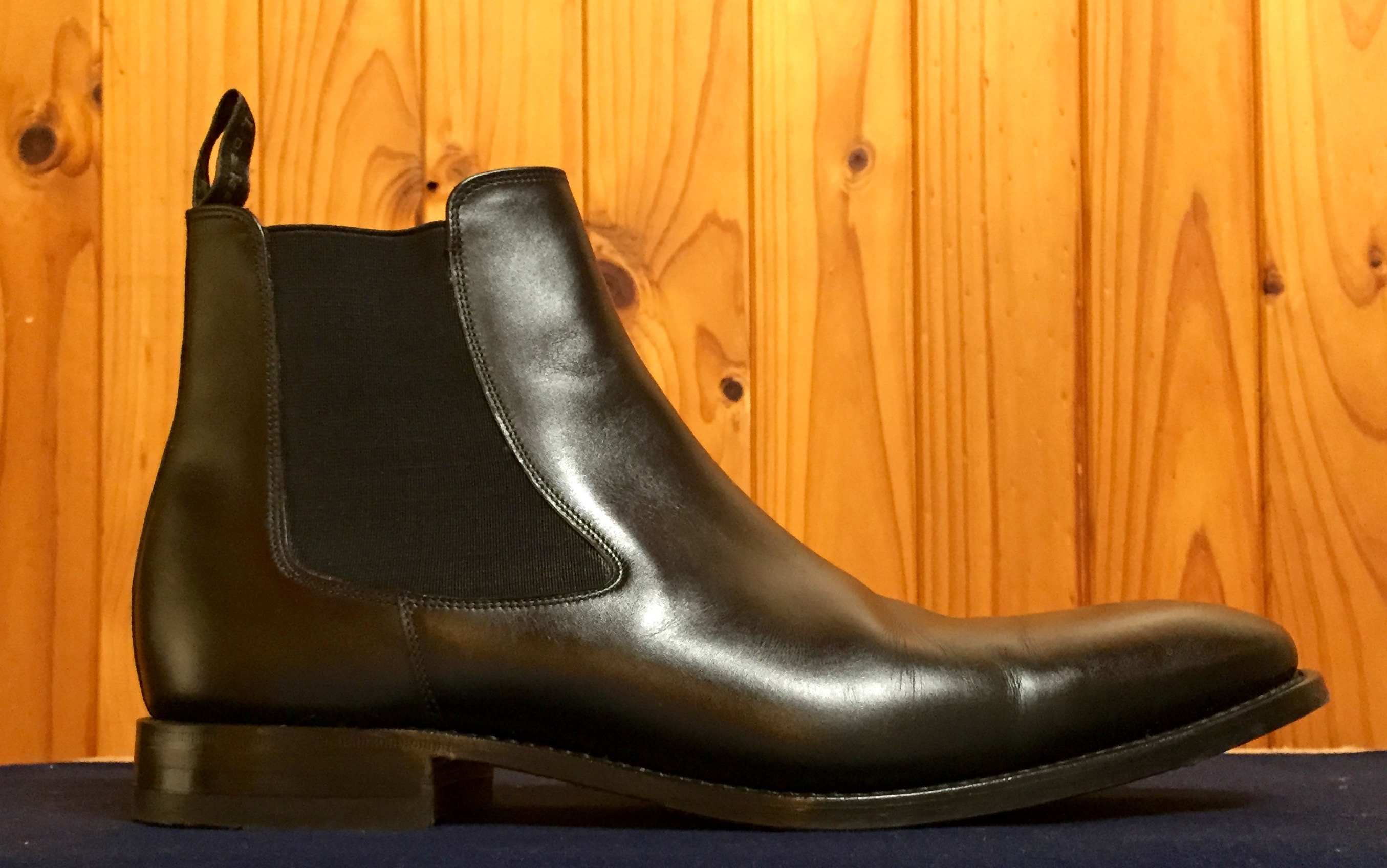
Loake "Hutchinson" Boty Chelsea

Boty Chelsea jsou kotníkové boty s pružným pásem tkaniny na bocích boty, díky kterému jsou boty praktické a umožňují rychlé nazutí i vyzutí. Mohou být známy jako perka nebo štiblety. Boty jsou v posledních letech nejnošenější podzimní a zimní obuví[zdroj?] a jejich historie sahá až do viktoriánského období.

## Historie
Za vznik Chelsea bot se zasloužil dvorní obuvník královny Viktorie, J. Sparkes-Hall. Důležitou roli v designu boty Chelsea sehrálo patentování vulkanizované gumy, za jehož prvotní vývin se zasloužil v roce 1839 americký vynálezce Charles Goodyear. Dvorní obuvník královny Viktorie J. Sparkes-Hall navrhl boty Chelsea právě díky vulkanizované pryži. Pružnost a praktičnost bot si oblíbila i královna Viktorie, J. Sparkes-Hall si nechal v roce 1851 boty patentovat a v žádosti o patent uvedl, že královna Viktorie chodí v navržených botách každý den a tím dává nejsilnější důkaz hodnoty a významu tohoto obuvnického vynálezu.

## Charakteristika
Chelsea boty mají několik charakteristik, díky nimž jsou oproti ostatním typům obuvi snadno rozpoznatelné. Poznáte je podle nízkého kotníků a podpatku, často mají zaoblené špičky bot. Hlavním charakteristickým znakem je gumová pružná vsadka nad kotníkem boty. Chelsea boty jsou šité ze dvou částí kůže, které jsou spojeny pod pružnou vsadkou boty.

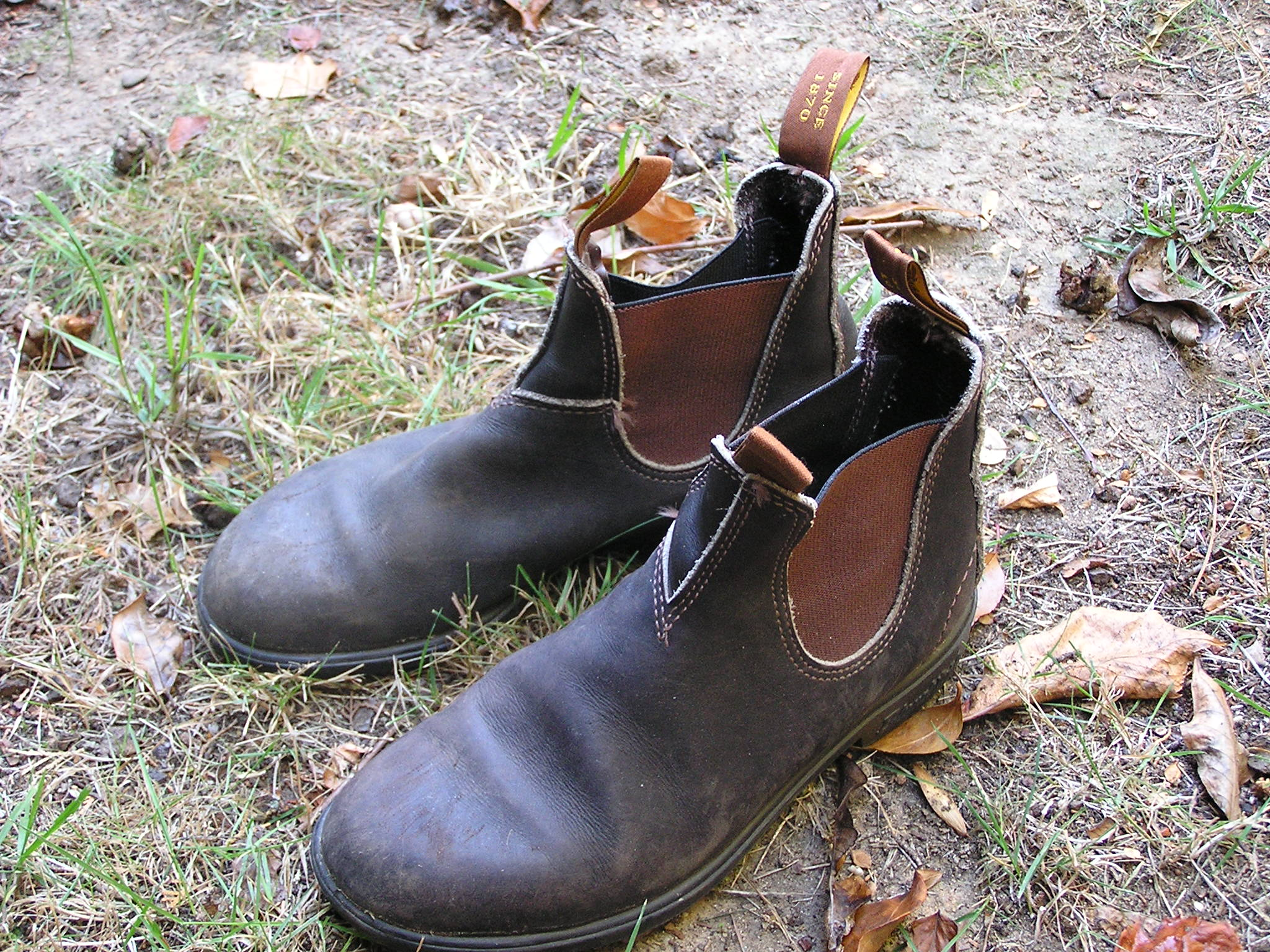
Australské pracovní boty Chelsea

## Popularizace bot Chelsea
Původně byly boty Chelsea stvořeny jako vycházková obuv či obuv pro jízdu na koni. V polovině 50. let se v západním Londýně začala tvořit komunita mladých umělců, která se sdružovala v oblasti Road King v čtvrti Chelsea v Londýně. Média tuto komunitu pojmenovala „Chelsea Set“ a pojem Chelsea se stal synonymem nového způsobu života, myšlení a především oblékání. Příznivci tohoto stylu nosili tento styl bot, protože bota také dostala pojmenování Chelsea Boot. Boty Chelsea se staly ve Velké Británii velmi populárními. Jejich nošení si velice oblíbili Beatles, kteří nosili Chelsea boty k úzkým džinům a tím vytvořili ležérní styl, který kopírovaly milióny příznivců této kapely.

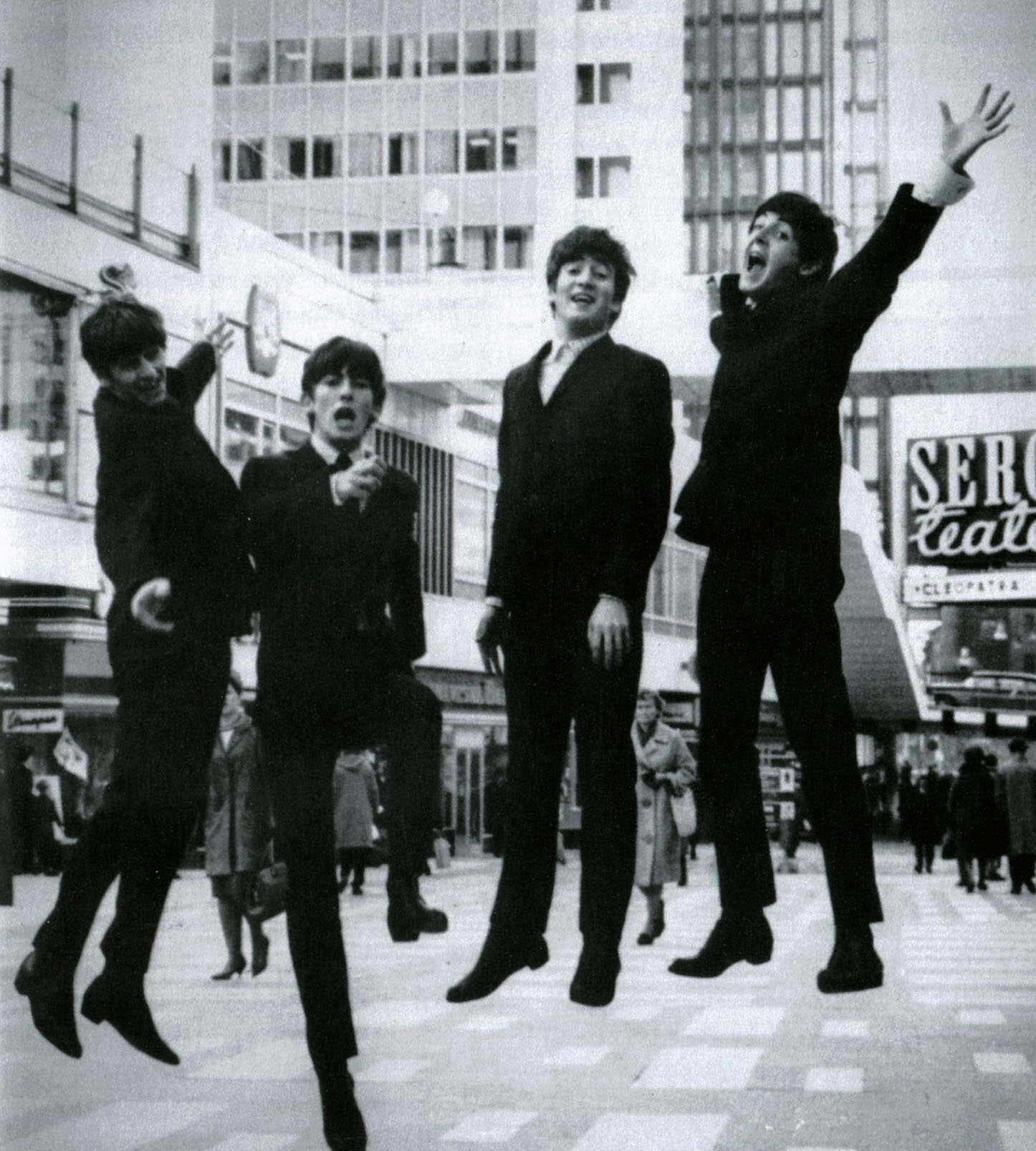
Boty Chelsea proslavila skupina Beatles